# Бекаа
Бекаа е губернаторство (мухафаза) в Ливан с площ 4429 км2 и население 620 022 души (2008). Административен център е град Захла.